# Angostura (Sinaloa)
Angostura es una ciudad en el estado de Sinaloa, y es cabecera del municipio homónimo. Sus coordenadas son 25°21′55″N 108°09′44″O / 25.36528, -108.16222.
Según el censo del 2010, tenía una población de 5,086 habitantes.
Tiene una altitud sobre el nivel del mar de 35 metros.

## Historia
La cercanía con la comunidad de Alhuey, las dificultades para atravesar el cauce del río Évora, en temporadas de lluvia por las personas que venían a sembrar en los fértiles y planos terrenos a los cuales ellos llamaban la angostura, por su ubicación entre (en medio) de dos cauces conductores del llanto celeste (la lluvia), a dichos cauces se les llamaban: río Évora, cuyo nacimiento es en la serranía de Mocorito, el cual al estar ya dentro de la jurisdicción de los terrenos llamados "Potrero de los soldados", de dicho cauce salía un afluente menor al cual con el paso del tiempo se le llamó “el arroyo”, dichos cauces a cierta distancia uno del otro, sus corrientes eran paralelas aunque el río Évora era de mayor longitud.
Y como se dice al inicio de este escrito. La cercanía con la comunidad de Alhuey, el agua para beber que era la mejor de la región y la facilidad para conseguir todo lo necesario para vivir, fueron sin duda los factores que influyeron en quienes tenían que ir y venir, y decidieron restablecerse en la franja angosta de terreno que estaba entre las dos corrientes de agua, dando con eso el origen a la fundación de la comunidad de "La Angostura", esto por los años de 1760-1780.

## Distancias de otras ciudades
- Los Mochis: 105 km
- Guasave: 46 km
- Guamúchil: 14 km
- Culiacán Rosales: 130 km
- Mazatlán: 310 km

## Atractivos turísticos y culturales
- Edificio del Palacio Municipal
- Plazuela de Angostura
- Isla Altamura
- Médano Blanco

## Personas destacadas
- Blanca Félix, futbolista, portera de Club Deportivo Guadalajara Femenil, campeona de la Primera División Femenil de México.
- Isidro Chávez Espinoza, alias Espinoza Paz, 1981, cantante y compositor.
- Macario Gaxiola Urías, 1887-1953, militar y político.
- Cándido Avilés Inzunza, 1896-1964
- Juan Angulo, escritor.
- Juan Ramón Leyva Castro, líder sindical agrario y político.
- Rosendo Godoy Castro, 1912-1945, líder obrero.
- Melquiades Camacho Encines 1915-1945, líder agrarista.
- Cipriano Obeso Camargo, escritor y maestro.
- Elías Mascareño, coronel.
- Ariel Camacho, cantante.
- José Manuel López Castro, cantante.

## Hermanamientos
La ciudad de Angostura tiene Hermanamientos con las siguientes ciudades alrededor del mundo:
- Laredo, Estados Unidos (2013).[6]
- Mission, Estados Unidos(2013).[7][8]
- León, México (2013)[7]
- ' El Fuerte, México (2014)[9]
- Cosala, México (2014)[9]
- Magdalena de Kino, México (2014)[9]